# Jumirim
Jumirim es un municipio brasileño situado en el estado de São Paulo. Según el censo de 2022, tiene una población de 3056 habitantes.
Se localiza a una latitud 23º05'13" sur y a una longitud 47º47'02" oeste, a una altitud de 561 metros sobre el nivel del mar.
Posee una superficie total de 56.69 km².

## Geografía

### Hidrografía
- Río Tietê
- Río Sorocaba

### Carreteras
- SP-300